# The Hues Corporation
The Hues Corporation fue un grupo de soul, funk y música disco estadounidense que existió entre 1969 y 1980. Son conocidos a nivel mundial por la canción Rock the boat que fue N° 1 en las listas musicales de Estados Unidos en 1974.

## Discografía

### Álbumes de estudio
- Freedom For The Stallion (1973)
- Rockin' Soul (1974)
- Love Corporation (1975)
- I Caught Your Act (1976)
- Your Place or Mine (1978)

### Recopilatorios
- The Best of The Hues Corporation (RCA Victor) (1977)
- The Best of The Hues Corporation (Pickwick) (1979)
- The Very Best of the Hues Corporation (1998)